# 斯雷奇科·利斯納克
斯雷奇科·利斯納克（1992年5月17日—）是一位塞爾維亞排球運動員。他現在效力於波蘭排球聯賽球隊PGE Skra Bełchatów。
也代表塞爾維亞國家排球隊參賽，參加了2013年歐錦賽。